# Contea di Randolph (Georgia)
La contea di Randolph, in inglese Randolph County, è una contea dello Stato della Georgia, negli Stati Uniti. La popolazione al censimento del 2000 era di 7 791 abitanti. Il capoluogo di contea è Cuthbert.

## Comuni
- Coleman - city
- Cuthbert - city
- Shellman - city